# Lunca (gmina Puiești)
Lunca – wieś w Rumunii, w okręgu Buzău, w gminie Puiești. W 2011 roku liczyła 110 mieszkańców.